# Dionisie Login
Dionisie Login (n. 1882, Feldru, Bistrița-Năsăud, România – d. 9 aprilie 1940, Bistrița, România) a fost un deputat în Marea Adunare Națională de la Alba Iulia, organismul legislativ reprezentativ al „tuturor românilor din Transilvania, Banat și Țara Ungurească”, cel care a adoptat hotărârea privind Unirea Transilvaniei cu România, la 1 decembrie 1918.

## Biografie
Născut la 27 ianuarie 1882, în Feldru, își termină studiile în Drept la Cluj. Înainte de 1918 a sprijinit apariția ziarului "Gazeta Bistriței", și a fost membru al Despărțământului Bistrița al "Astrei".
La 1918 a fost vicepreședinte al C.N.R. și delegat al Cercului electoral Bistrița-Năsăud. După 1928, a fost prefect al județului său natal. S-a stins din viață pe 9 aprilie 1940, în Bistrița.